# Kettenwulf

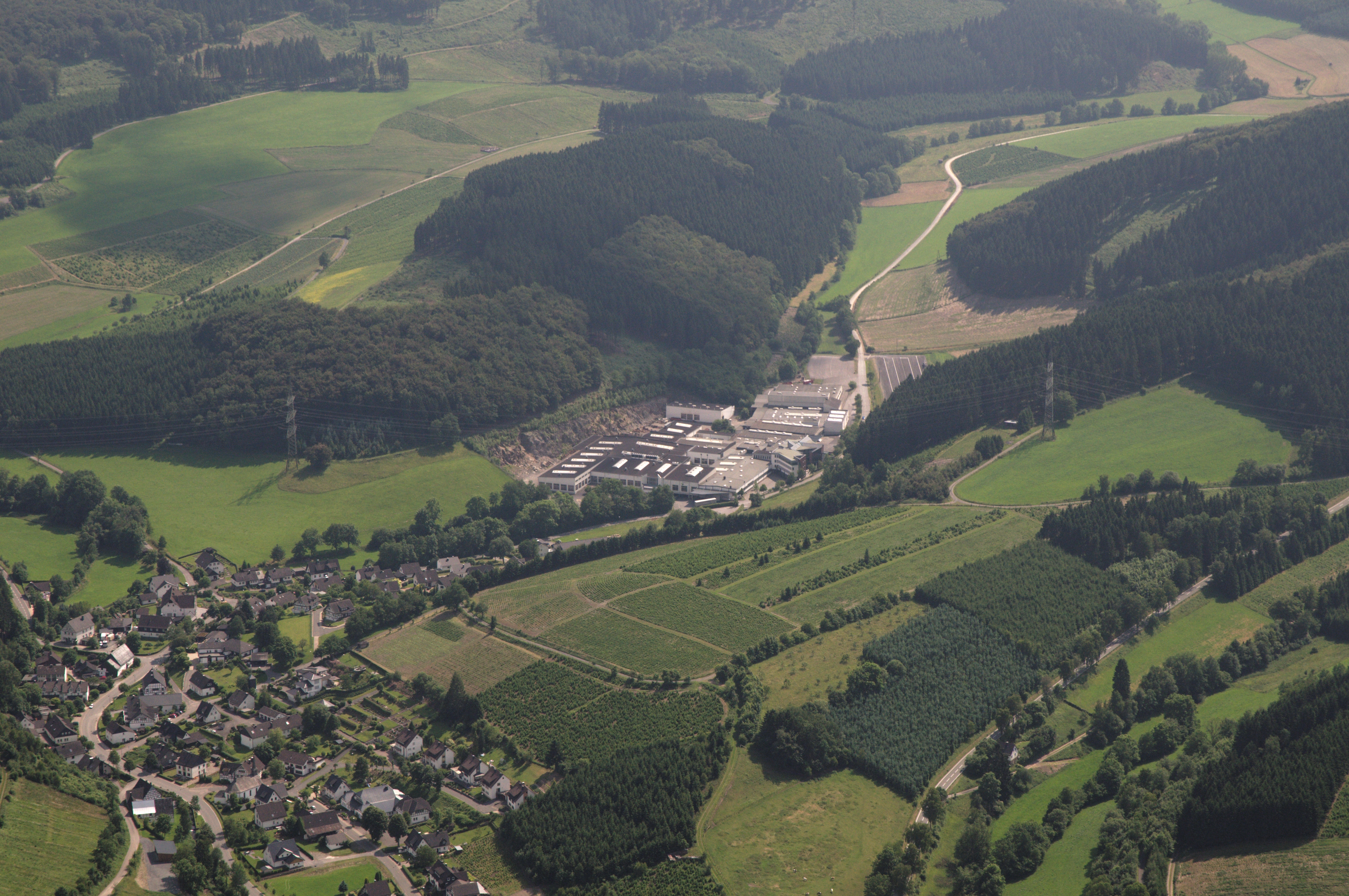
Kückelheim, Firma Kettenwulf

KettenWulf ist ein Produzent von Förderketten, Antriebsketten und Kettenrädern. Das Unternehmen hat 10 Standorte in Europa, Amerika und Asien und beschäftigt rund 1.100 Mitarbeiter.

## Geschichte
Am 1. Oktober 1925 gründeten die Brüder Josef und Johannes Wulf eine Gelenkketten-Manufaktur in Kückelheim bei Eslohe. In den 1930er Jahren wurde das Unternehmen in eine offene Handelsgesellschaft mit der Firmenbezeichnung "Gelenkkettenfabrik Jos. und Joh. Wulf Kückelheim ü./Meschede" umgewandelt. In den 1950er Jahren spezialisierte sich die Firma auf die Herstellung von Buchsenförderketten. Die Zahl der Mitarbeiter stieg auf 20. In den 1960er Jahren begann die Herstellung von Kettenrädern. Die Zahl der Mitarbeiter lag nunmehr bei 110.
Im folgenden Jahrzehnt wurde das Tätigkeitsfeld erweitert und die Firma trat in die Fahrtreppenindustrie ein. Günter Wulf, Sohn von Erich Wulf, trat in die Geschäftsleitung ein. Die Zahl der Mitarbeiter stieg weiter an auf 180. In den 1980er Jahren wurden die Produktionsstätten ausgebaut und auch die Verwaltung erweitert. Mit dem Aufbau der ersten Niederlassung in Belgien begann die Internationalisierung des Unternehmens. Im Jahr 1990 kamen die KettenWulf GmbH Division Ferlacher Förderketten in Österreich und die Gründung der Vertriebsniederlassung in Zielona Góra in Polen hinzu. Im Jahr 1992 wurde die Laserfertigung eingeführt. 1999 wurde die KettenWulf Export Division gegründet. Seit 2001 hat die Firma ein Vertriebsniederlassung in Osaka. Im selben Jahr wurde das Unternehmen DC-AFAM S.A. aus Frankreich übernommen. Seit 2002 entstand das Joint Venture Hangzhou Wulf Chain Co., Ltd. in China.
Im Jahr 2003 trat Julia Wulf in die Geschäftsleitung der KettenWulf Gruppe ein. Ein Jahr später expandierte die Unternehmensgruppe mit der Gründung der Wulf Chain USA, LP und DC-AFAM USA, LP mit Sitz in Austell in die USA. Im Jahr 2005 ging das Unternehmen Hangzhou Wulf Chain Co., Ltd. zu 100 % in die KettenWulf Gruppe ein.

## Firmenprofil
Die KettenWulf Gruppe verteilt sich heute über zehn Produktions- und Vertriebsstandorte und exportiert in fast alle Länder der Welt. Die wichtigsten Standorte sind Gent in Belgien, als europäisches Zentrallager, Oyten in Norddeutschland für den Export, Ferlach in Österreich zur Produktion und nicht zuletzt ist Hangzhou Wulf Chain in China von stetig zunehmender Bedeutung für die Produktion von Standardketten und die Erschließung des wachsenden chinesischen Marktes. Die Zentrale der gesamten KettenWulf Gruppe ist und bleibt weiterhin im sauerländischen Kückelheim in Deutschland. Das Unternehmen wird weiterhin durch die Familie Wulf geführt. In Kückelheim liegt auch das Kompetenzzentrum der Gruppe, in dem neue Technologien und kundenspezifische Lösungen entwickelt werden. Die Fahrtreppen-, Schüttgut-, Automobil- und Stahlindustrien machen das Kerngeschäft aus. In diesen Bereichen arbeitet KettenWulf mit führenden Anlagenbauern und Erstausrüstern zusammen. Da die Ketten teils extremen äußerlichen Bedingungen und Umwelteinflüssen ausgesetzt sind, werden sie im hauseigenen Labor verschiedenen Dauer- und Maximalbelastungstests unterzogen, sowie auf extreme Temperatur- und Medienumgebungen getestet. Zusätzlich hierzu hat sich KettenWulf für eine hohe Fertigungstiefe entschieden.